# Imielin (stacja kolejowa)
Imielin – stacja kolejowa w Imielinie w województwie śląskim. Znajdują się na niej peron wyspowy z 2 krawędziami. Zatrzymują się tutaj tylko pociągi osobowe.

## Ruch pasażerski
| Rok  | Wymiana pasażerska na dobę |
| ---- | -------------------------- |
| 2017 | 50-99                      |
| 2022 | 20-49                      |